# 盛田昭夫塾
盛田昭夫塾（もりたあきおじゅく）は、愛知県常滑市にある人物記念館。
盛田本家の増築部を取り壊し新たに建築されたもので、盛田家伝来の古文書などを収蔵する鈴渓資料館に隣接する。

## 概要
ソニー創業者である盛田昭夫とその妻良子の人となりを紹介する記念館で、2020年7月18日に開館した。建物は6個のキューブを積み重ねたようなコンセプトの建築で、延床面積は223.75m2。
館内は各キューブごとにそれぞれ「Achievement - 昭夫と良子の功績」、「History - 昭夫誕生からソニー誕生まで」、「Challenge - 昭夫と良子のチャレンジ」、「OMOTENASHI - 良子のおもてなし術」、「Library - 昭夫・良子の交友／企画展示コーナー」といった5つのテーマを設定しており、東京の自宅や本家邸宅に収められていた夫妻ゆかりの品約250点を展示している。また、自宅のゲスト用ダイニングルームが再現されており、要人をもてなす際に使用された当時のディナーセットなども紹介されている。

## 交通アクセス
電車
- 名鉄常滑線「常滑駅」よりタクシーで約15分
- 名鉄河和線「知多武豊駅」よりタクシーで約12分

車
- 知多半島道路「武豊IC」より約7分